# Petit Conseil (Fribourg)
Le Petit Conseil du canton de Fribourg est l'organe exécutif du canton de Fribourg sous l'Ancien Régime. Il a été dissous [Quand ?].

## Histoire
Le Petit Conseil est composé de 24 membres avec un avoyer à leur tête. Jusqu'à la fin du Moyen Âge, le Petit Conseil est également le tribunal suprême.